# Masso (Castiglione Chiavarese)
Masso è una frazione di 149 abitanti del comune di Castiglione Chiavarese, nella città metropolitana di Genova.

## Geografia fisica

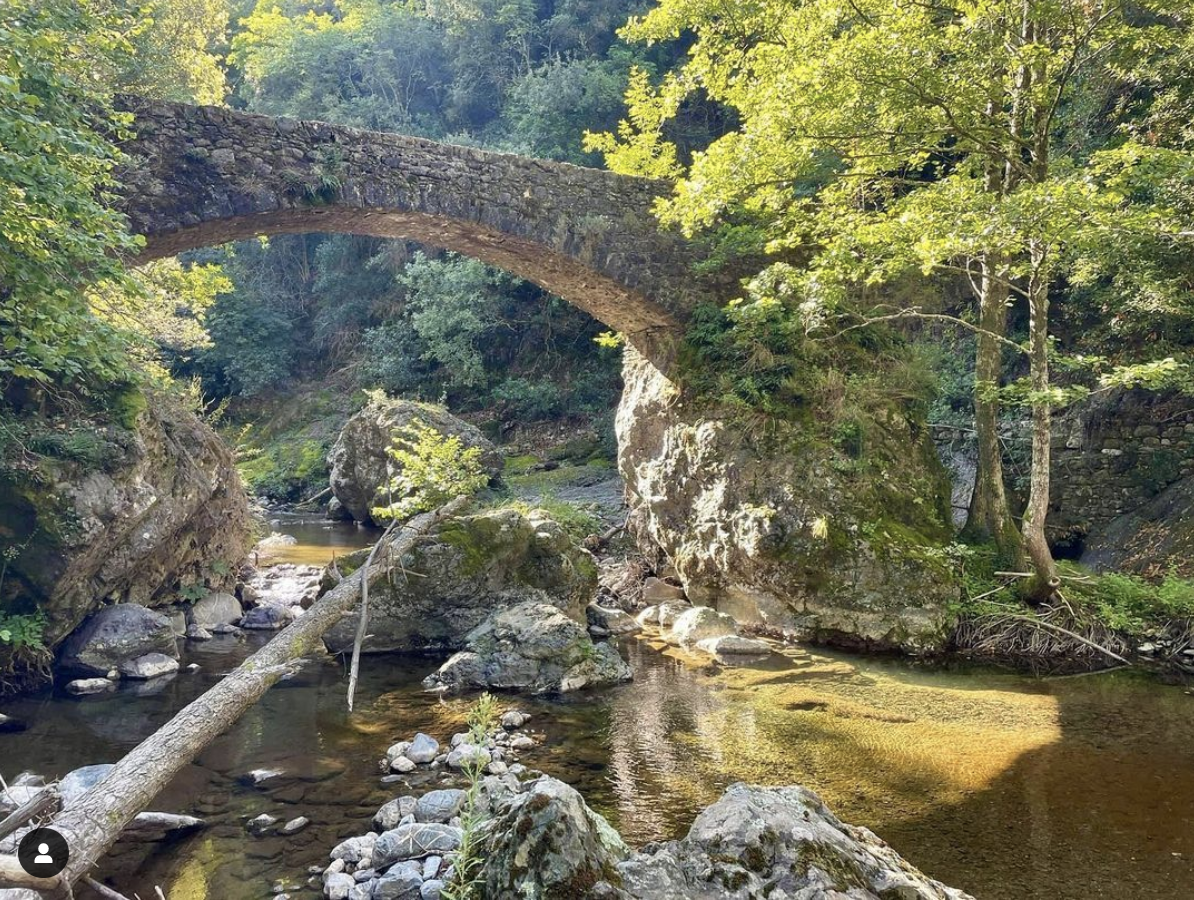
Il ponte in pietra del sentiero che dalla località Fiume di Castiglione Chiavarese risale a Masso attraversando il torrente Petronio.

La frazione è l'unica del territorio comunale ubicata sulla sinistra orografica della val Petronio. Il nucleo abitato, posto a circa 270 m s.l.m., è suddiviso in tre parti: il centro storico sul crinale tra il monte Loreto (336 m s.l.m.) e il monte Groppe (411 m s.l.m.), le case di Acquafredda lungo la salita proveniente dalla frazione Battilana di Casarza Ligure e le case di Verre a ridosso della strada statale 1 Via Aurelia.
Il territorio della frazione è adagiato su crinali montuosi parzialmente compresi nell'area Punta Baffe - Punta Moneglia - Val Petronio, sito di interesse comunitario dalla rete Natura 2000 che si distingue per il suo particolare interesse naturale e geologico. Collocato tra i territori comunali di Casarza Ligure, Castiglione Chiavarese, Sestri Levante e Moneglia, occupa un territorio formato, nella zona costiera, da strapiombi sul mare, piccole spiagge e macchia mediterranea, mentre, nella zona più interna che risale il torrente Petronio, si evidenziano ampie zone boscose formate da castagneti e pinete.
Tra la vegetazione sono segnalate formazioni di Buxus sempervirens, Genista salzmannii, Osmunda regalis, Quercus suber, Euphorbia dendroides e la Euphorbia biumbellata. Tra le specie animali sono presenti tra i rettili la natrice viperina, tra gli uccelli il gufo reale, lo sparviere e il martin pescatore. Tra le farfalle specie termofile come la Goneopteryx cleopatra e la Charaxes jasius. Sono frequenti avvistamenti di cinghiali, caprioli e, al vertice della catena alimentare, lupi.
Masso è il punto di convergenza di quattro sentieri: il collegamento con l'ingresso della Galleria XX Settembre, la traccia che raggiunge la frazione Bracco (Moneglia) e prosegue per il sito archeologico dell'Ospedale di San Nicolao di Pietra Colice e i due percorsi per le frazioni limitrofe di Castiglione Chiavarese, Casali e Fiume.

## Storia

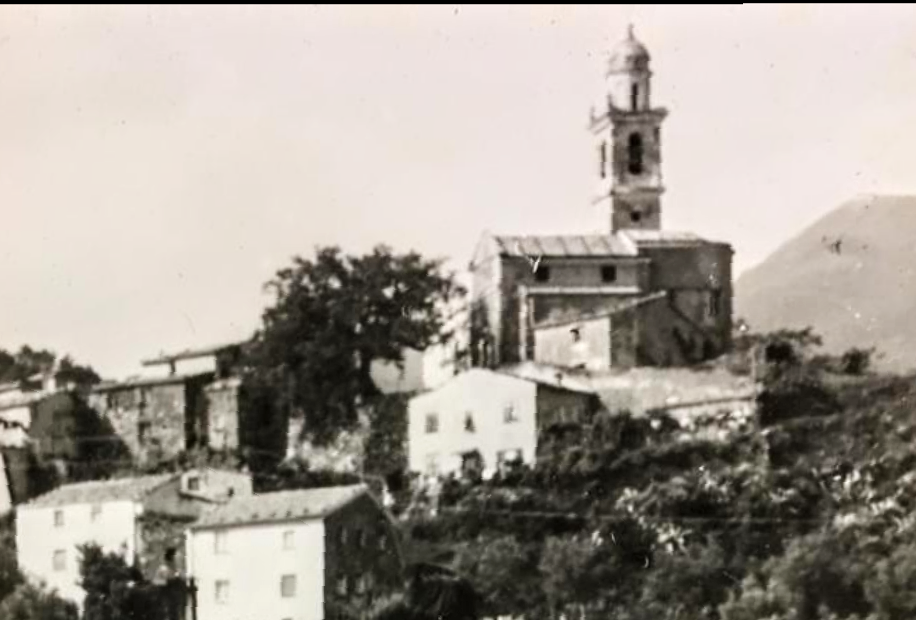
Il centro storico con la grande quercia che ombreggiava il sagrato di Masso fino alla fine del XX secolo

Il primo riferimento al borgo di Masso si ritrova nella citazione della sua chiesa intitolata a san Michele Arcangelo. Il 5 giugno 774 con diploma imperiale, Carlo Magno donò il territorio ed il porto di Moneglia ai monaci dell'abbazia di San Colombano di Bobbio, fondata da san Colombano nel 614. L'ordine monastico possedeva direttamente, oltre al porto di Moneglia, anche l'Alpe Adra, tutta la val Petronio, il monte San Nicolao, la costa fra Sestri Levante, la punta di Moneglia e Deiva Marina, l'entroterra fra Casarza Ligure e Castiglione Chiavarese con tutto il territorio fino alla selva di Montelungo di Pontremoli.
Storicamente fu dominio dei conti Fieschi di Lavagna e, dopo la vendita nel 1276, possedimento della Repubblica di Genova. Quest'ultima sottopose il territorio di Castiglione - e conseguentemente pure l'abitato di Masso - alla giurisdizione della podesteria di Sestri Levante, all'interno del capitaneato di Chiavari. Successivamente Castiglione fu elevato al rango di podesteria autonoma, sempre nella maggiore giurisdizione chiavarese, di cui Masso ne fece parte.
Un documento del 1438 ricorda come l'abitato fosse stato messo a fuoco a seguito di un'azione di rappresaglia compiuta dalle truppe del condottiero Niccolò Piccinino.
Fino al XVI secolo, la comunità parrocchiale di Masso continuò a dipendere dalla pieve di Santa Croce in Moneglia; solo nel corso del XVI secolo venne annessa alla chiesa plebana di Sant'Antonino Martire in Castiglione.
Da un punto di vista amministrativo, l'abitato frazionario di Masso seguì quindi le fasi storiche dell'odierno capoluogo Castiglione la cui primaria municipalità venne costituita alla fine del XVIII secolo con l'avvento della Repubblica Ligure (1797-1805) prima e del Primo Impero francese poi (1805-1814).

## Monumenti e luoghi d'interesse

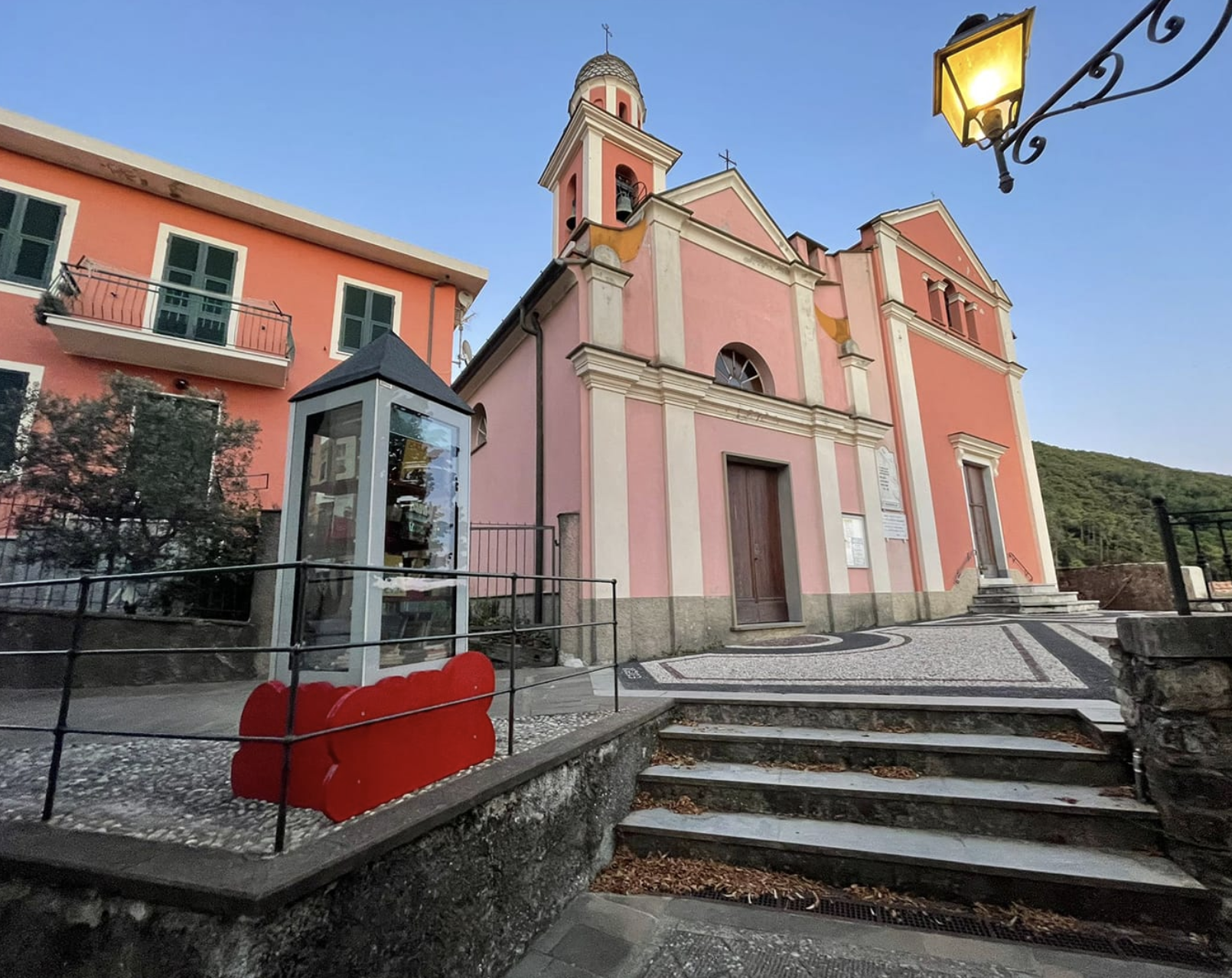
L'affaccio sul sagrato del complesso parrocchiale di San Michele Arcangelo (a destra) con l'attiguo oratorio di Sant'Ignazio.

### Architetture religiose
- Chiesa parrocchiale di San Michele Arcangelo. Consta di una navata unica con affreschi dei quattro evangelisti sopra il presbiterio e della Madonna di Loreto sul catino absidale. In quanto sede parrocchiale, fu menzionata per la prima volta nel diploma di Carlo Magno del 5 giugno 774, fu sottoposta nei secoli passati alla pieve di Santa Croce di Moneglia dei monaci dell'abbazia di San Colombano di Bobbio, con l'annessione alla rettoria di San Saturnino nel 1471. L'archivio parrocchiale, con atti e documenti, è risalente al 1592, anno in cui la rettoria di Masso riacquistò autonomia; la sua elezione a Prevostura avvenne il 19 marzo del 1922. Sulla torre campanaria è collocato un concerto di quattro campane, intonato sulle prime quattro note della scala musicale di MI maggiore, realizzato dalla fonderia Francesco Picasso di Recco nel 1898. In chiesa, è custodito un organo a canne meccanico realizzato nel 1892 dalla ditta Mascioni di Cuvio (VA). Nel 2004 è stato inaugurato il nuovo sagrato antistante la chiesa, realizzato con ciottoli di mare secondo lo stile ligure.
- Oratorio di Sant'Ignazio di Loyola. Attiguo alla parrocchiale, fu utilizzato dalla confraternita locale come luogo di culto e divenne ricovero per gli sfollati durante la seconda guerra mondiale. Dopo anni di abbandono è stato recuperato come spazio per attività culturali.
- Santuario della Madonna di Loreto presso il colle di Loreto. Attestato storicamente dal 1582, fu inizialmente una cappella di modeste dimensioni, poi ingrandita tra il XVII secolo e il XVIII secolo. L'edificio attuale risale all'Ottocento: la torre campanaria è del 1851, il corpo della chiesa fu eretto tra il 1856 ed il 1866, innalzando i nuovi muri attorno a quelli del preesistente fabbricato di cui fu mantenuta la porzione absidale, adibita a locale sacristia e ripostiglio. Nel nuovo santuario fu conservato anche l'antico altare maggiore in marmo, opera di artigianato milanese del 1798, con statua marmorea di Nostra Signora di Loreto[9]. L'11 luglio 1809 papa Pio VII, che transitava presso il passo del Bracco prigioniero dei Francesi, ricevuta una delegazione di Massuelli guidata dal rettore Antonio Bagliani, concedette l'indulgenza plenaria ai fedeli visitanti il santuario nei due giorni della festa.[10] Il conferimento venne ratificato il 14 settembre dello stesso anno, con un decreto dell'allora arcivescovo di Genova, cardinale Giuseppe Maria Spina, e mediante rescritto di papa Pio IX, del 22 gennaio 1856. Entrambi i documenti sono conservati presso l'archivio parrocchiale di Masso. I più recenti restauri al santuario ed al piazzale risalgono agli anni 1972-1973 e 2013-2014.

### Altri monumenti
Alle spalle della parrocchiale, si trova la croce commemorativa del partigiano Silvio Manzi "Toro", ufficiale della Brigata Coduri caduto durante uno scontro con una pattuglia di artiglieri alpini il 14 aprile 1945. Il monumento fu eretto nel luogo della sparatoria che costò la vita al comandante Toro.

## Economia

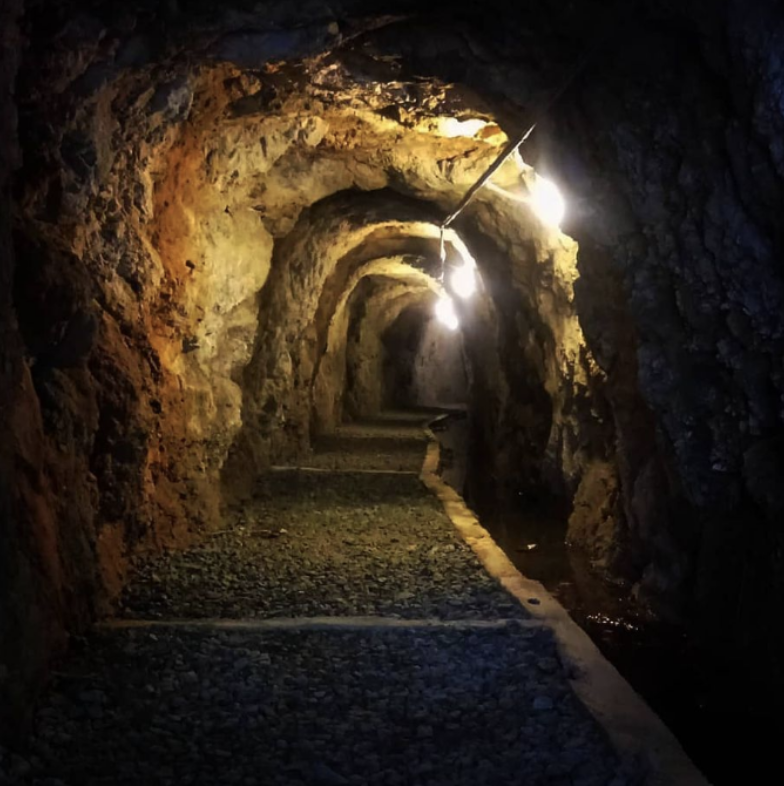
Il tratto iniziale del percorso visitabile della Galleria XX Settembre

Dalla metà del XIX secolo e fino ai primi decenni del secolo successivo, la comunità di Masso e la sua economia sono state profondamente interessate dalle attività mineraria connessa alla estrazione del rame dalle gallerie del monte Loreto. In questo periodo, dalla montagna fu estratta anche una significativa quantità di oro.
A tutt'oggi, il sito archeominerario di monte Loreto costituisce la più antica testimonianza di miniere di rame dell'Europa occidentale. Le attività di estrazione sono collocabili all'inizio del IV millennio a.C. e proseguirono con fasi databili al periodo tardoantico fino alla fase industriale ottocentesca. Caratteristica peculiare del sito è la sua estensione, che interessa gran parte della superficie dell'altura e la piena leggibilità delle diverse fasi di coltivazione che si sono succedute senza sovrapporsi in maniera distruttiva.
Il complesso del polo museale di Masso, nell’area di monte Loreto, si compone di tre parti: il museo archeominerario ospitato nella vecchia scuola del paese, il sito archeologico dove si trovano la miniera di rame di età preistorica e la miniera ottocentesca, la galleria XX Settembre attrezzata per l’estrazione a fine Ottocento e inizio Novecento. Sfruttata dal 1855 al 1910, il suo primo tratto è visitabile.

## Infrastrutture e trasporti

### Strade
La rete stradale di Masso consiste nella provinciale 60, che si collega a valle con la strada statale 523 del Colle di Cento Croci (al confine con Casarza Ligure) ed a monte con la strada statale 1 Via Aurelia, in località Bracco nel comune di Moneglia. Il percorso è segnalato nella rete delle ciclovie liguri.